# 夕原町
夕原町（ゆうばるまち）は福岡県北九州市八幡西区の町。住居表示実施済み。郵便番号は807-0813。

## 地理
八幡西区の北部に位置し、北に洞北町、東に洞南町、南に陣原，西から北西に本城東と接する。

### 河川
- 一級河川 新々堀川

## 地域の特徴
町域は三角形に近い形をしている。南縁をJR九州福北ゆたか線が通り、陣原駅の北口ロータリーがある。北東縁には県道279号本城熊手線が通っており、北西縁には新々堀川が流れている。また町域の西端近くを県道11号有毛引野線が通っている。工場の立ち並ぶ工業専用地域であり、町内に北九州市上下水道局西部浄化センター、北九州市役所環境局皇后崎環境センターがある。

## 歴史

### 地名の由来
大字陣原の字、勺原（しゃくわら、しゃくばる）が由来であり、通常夕原と書かれていたものが誤読転用されて現在の地名となった。

### 沿革
- 1966年（昭和41年）5月1日 - 通称町名として夕原町を設置[6]。
- 1974年（昭和49年）4月1日 - 八幡区が八幡西区と八幡東区に分かれる[7]。
- 1974年（昭和49年）4月1日 - 夕原町新設[8]。

### 町名の変遷
| 実施内容          | 実施年月日               | 実施後 | 実施前                   |
| ----------------- | ------------------------ | ------ | ------------------------ |
| 町名新設 住居表示 | 1974年（昭和49年）4月1日 | 夕原町 | 大字陣原，洞南町の各一部 |

## 世帯数と人口
2025年（令和7年）3月31日現在（北九州市発表）の世帯数と人口は以下の通りである。
| 町     | 世帯数 | 人口 |
| ------ | ------ | ---- |
| 夕原町 | 16世帯 | 24人 |

### 人口の変遷
国勢調査による人口の推移。
| 1995年（平成7年）  | 75人 | [ 10 ] |  |
| 2000年（平成12年） | 65人 | [ 11 ] |  |
| 2005年（平成17年） | 41人 | [ 12 ] |  |
| 2010年（平成22年） | 37人 | [ 13 ] |  |
| 2015年（平成27年） | 28人 | [ 14 ] |  |
| 2020年（令和2年）  | 23人 | [ 15 ] |  |

### 世帯数の変遷
国勢調査による世帯数の推移。
| 1995年（平成7年）  | 35世帯 | [ 10 ] |  |
| 2000年（平成12年） | 32世帯 | [ 11 ] |  |
| 2005年（平成17年） | 21世帯 | [ 12 ] |  |
| 2010年（平成22年） | 13世帯 | [ 13 ] |  |
| 2015年（平成27年） | 11世帯 | [ 14 ] |  |
| 2020年（令和2年）  | 11世帯 | [ 15 ] |  |

## 学区
市立小・中学校に通う場合、学区は以下の通りとなる。
| 町     | 街区 | 小学校               | 中学校               |
| ------ | ---- | -------------------- | -------------------- |
| 夕原町 | 全域 | 北九州市立穴生小学校 | 北九州市立折尾中学校 |

## 交通

### 鉄道
- JR九州陣原駅（北口）

### バス
域内のバス停と系統は以下のとおりである。
| 運行事業者 | 運行事業者 | 北九州市交通局 |
| 系統       | 系統       | 51             |
| 停留所     | 陣原北口   | ○              |
| 停留所     | 夕原町     | ○              |

### 道路
- 県道11号有毛引野線
- 県道279号本城熊手線

## 施設

### 役所・公的機関
- 北九州市上下水道局西部浄化センター
- 北九州市役所環境局皇后崎環境センター

### 商業施設
- グッデイ 八幡西店

### 公園
- 夕原公園